# Hylomyscus parvus
Hylomyscus parvus är en däggdjursart som beskrevs av Brosset, Dubost och Heim de Balsac 1965. Hylomyscus parvus ingår i släktet Hylomyscus och familjen råttdjur. IUCN kategoriserar arten globalt som livskraftig. Inga underarter finns listade i Catalogue of Life.
Denna gnagare förekommer i centrala Afrika. En större population finns i Kamerun, Centralafrikanska republiken, Gabon och Kongo-Brazzaville. En mindre avskild population hittas i norra Kongo-Kinshasa. Arten lever i fuktiga skogar, ofta nära floder, som ligger i låglandet.
Med en kroppslängd (huvud och bål) av 56 till 77 mm, en svanslängd av 87 till 120 mm och en vikt av 10 till 16 g är arten minst i släktet. Håren på ovansidan är grå nära roten och brun vid spetsen som ger pälsen en chokladbrun till mörkbrun färg. Vid kroppssidorna går färgen stegvis över till den ljusbruna till vitaktiga pälsen som täcker undersidan. De stora runda öronen är antingen nakna eller täckta av korta hår. Vid händer och fötter är tummen respektive stortån kortast och tummarna saknar klor. Hos alla andra fingrar förekommer små klor. Den långa svansen är glest täckt med korta hår.
Individerna klättrar i träd och buskar men de vistas även på marken. I artens magsäck hittades rester av frukter och insekter. Exemplar i fångenskap åt dessutom frön. Honor föder 2 eller 3 ungar per kull. De är tydlig mörkare än de vuxna individerna.